# مونس کرو
مونس کرو (دانمارکی: Mogens Krogh؛ زادهٔ ۳۱ اکتبر ۱۹۶۳) بازیکن سابق وی مربی فوتبال اهل دانمارک است.
از باشگاه‌هایی که در آن بازی کرده‌است می‌توان به ایکست اف اس، باشگاه فوتبال بروندبی، و باشگاه فوتبال میتیلند اشاره کرد.
وی همچنین در تیم ملی فوتبال دانمارک بازی کرده‌است.